# جمعیت‌شناسی لسوتو
ویژگی‌های جمعیت‌شناسی لسوتو شامل تراکم جمعیت، قومیت، سطح تحصیلات، وضعیت سلامت مردم، وضعیت اقتصادی، وابستگی‌های دینی و سایر جنبه‌ها می‌باشد.

## آمار حیاتی و جمعیت
ثبت وقایع حیاتی در لسوتو کامل نیست و آمارهای جمعیتی بیشتر بر اساس برآوردهای سازمان ملل متحد تهیه شده است. بر اساس این برآوردها، نرخ تولد زنده از حدود ۳۲٬۰۰۰ در سال‌های ۱۹۵۰–۱۹۵۵ به ۶۰٬۰۰۰ در سال‌های ۲۰۰۵–۲۰۱۰ رسیده است. نرخ مرگ و میر و تغییر طبیعی جمعیت نیز در این دوره دستخوش تغییراتی شده است.
نرخ باروری کل (TFR) از حدود ۵.۸۴ فرزند به ازای هر زن در دهه ۱۹۵۰ به ۲.۵ فرزند در سال‌های اخیر کاهش یافته است. نرخ مرگ و میر نوزادان (IMR) نیز از ۱۶۹ در هزار تولد به ۷۷ در هزار کاهش یافته است.

## امید به زندگی
امید به زندگی در هنگام تولد از حدود ۴۲ سال در سال‌های ۱۹۵۰–۱۹۵۵ به ۵۷ سال در ۱۹۸۵–۱۹۹۰ افزایش یافت، اما به دلیل مشکلات بهداشتی و شیوع بیماری‌ها در دهه ۱۹۹۰ کاهش پیدا کرد و در سال‌های ۲۰۰۰–۲۰۰۵ به حدود ۴۵.۶۲ سال رسید. سپس روند افزایشی به خود گرفت و به بیش از ۵۲ سال در سال‌های ۲۰۱۰–۲۰۱۵ رسید.

## قومیت‌ها و زبان‌ها
ترکیب قومی لسوتو بسیار همگن است و تقریباً ۹۹.۷ درصد جمعیت را باسوتو (به انگلیسی: Basotho) تشکیل می‌دهند که قومی بانتو زبان هستند. زیرشاخه‌های باسوتو شامل کوئنا (به انگلیسی: Kwena)، باتلوونگ، بفوکنگ، باتائونگ و دیگر گروه‌ها هستند. اقلیت‌های کوچک اروپایی و آسیایی (هندی، پاکستانی) نیز حضور دارند.
زبان‌های رسمی شامل سوتو و انگلیسی است. همچنین زبان‌هایی مانند آفریکانس، زولو، خوشا و فرانسوی نیز در برخی مناطق رایج‌اند.

## دین
حدود ۹۰ درصد جمعیت لسوتو پیرو دین مسیحیت هستند. بزرگ‌ترین گروه کاتولیک‌های رومی با حدود ۴۵ درصد جمعیت کشور را تشکیل می‌دهند. ۲۶ درصد پیروان کلیساهای انجیلی و ۱۹ درصد متعلق به کلیساهای انگلیکان و دیگر گروه‌های مسیحی هستند. سایر ادیان مانند اسلام، هندوئیسم، بودیسم، بهایی و آیین‌های سنتی حدود ۱۰ درصد جمعیت را تشکیل می‌دهند.